# Farda, Fardão, Camisola de Dormir
Farda, fardão, camisola de dormir é um romance do escritor brasileiro Jorge Amado, publicado em 1979.
Foi um dos livros mais vendidos do Jorge Amado com 700 mil exemplares vendidos. 

## Sinopse
O livro tem como cenário a cidade do Rio de Janeiro e seus personagens transitam pelo mundo da Academia Brasileira de Letras na época do Estado Novo.
Segundo Antônio Carlos Villaça é «uma novela, longe da sua saga baiana, uma fábula em ambiente carioca e mundano, intrigas em torno de uma eleição académica, nos anos 40».

## Personagens
- Antônio Bruno - poeta e acadêmico.
- Afrânio Portela - escritor e acadêmico.
- Evandro Nunes dos Santos - escritor e acadêmico.
- Coronel Agnaldo Sampaio Pereira - militar e candidato a vaga na ABL, alto escalão do Estado Novo e favorável aos regimes nazifascistas.
- General Waldomiro Moreira - militar da reserva e candidato a vaga na ABL.
- Lisandro Leite - desembargador, catedrático e acadêmico.
- Dona Hermínia - esposa de Agnaldo.
- Dona Conceição - esposa de Waldomiro
- Dona Mariúcia - esposa de Lisandro Leite.
- Pru - filha de Lisandro, estudante de direito e inimiga do regime.
- Cecília - filha de Waldomiro.
- Hermano do Carmo - presidente da ABL.
- Francelino Almeida - diplomata e acadêmico, último membro vivo dos 40 originais.
- Pérsio Menezes - cientista e acadêmico.
- Rosa - costureira, musa de Antônio Bruno.
- Maria João - atriz, musa de Antônio Bruno.
- Maria Manuela Silvares Castiel - membro do Partido, musa de Antônio Bruno.
- Mariana d'Almeida Cintra - musa de Antônio Bruno.
- Claudionor Sabença - amigo e apoiador de Waldomiro, candidato ao coração de Cecília.

## Enredo
Após a morte de Antônio Bruno, fruto da ocupação de Paris pelas forças nazistas, Lisandro Leite vê no Coronel Sampaio Pereira o candidato ideal para ocupar a cadeira "tradicionalmente do Exército". Inconformados, Afrânio Portela e Evandro Nunes dos Santos, amigos de Bruno, resolvem buscar uma alternativa ao concorrente apoiador da ditadura doméstica do Estado Novo e das ações alemãs na Europa. Com o apoio de outros acadêmicos, encontram no General Moreira um postulante capaz de se opor ao poder aparentemente imbatível do Coronel e do regime ao qual faz parte. 